# Agamyxis
Agamyxis — рід прісноводних риб з родини Бронякові ряду сомоподібних. Має 2 види.

## Опис
Загальна довжина представників цього роду досягає 15 см. Види схожі між собою. Голова коротка, трохи сплощена, широка. Тулуб присадкуватий, округлий. Спинний плавець високий, трикутної форми, з короткою основою та жорстким шипом. Жировий плавець невеличкий. Анальний плавець трохи більше за жировий плавець. Хвостове стебло зверху та знизу має кісткові пластини.
Забарвлення темне зі світлими плямами, за ними розрізняються представники обох видів.

## Спосіб життя
Можуть населяти різні біотопи, але воліють повільні або стоячі водойми. У місцях проживання багато плавучих і водних рослин, корчів. Здатні видавати голосні звуки. З рослинності звичайні — Pistia, Azolla, Ludwigia, Salvinia, водяний гіацинт, пухирник. Активні вночі. Живляться водними безхребетними.
Тривалість життя становить 17 років.

## Розповсюдження
Поширені в басейні річок Амазонка та Оріноко.

## Види
- Agamyxis albomaculatus
- Agamyxis pectinifrons

## Тримання в акваріумах
Підходить ємність від 150 літрів. На дно насипають дрібний пісок темних тонів. Як укриття підійдуть великі гіллясті корчі. З рослинності підійдуть кущі ехінодорусів з міцною кореневою системою. Не завадять і рослини, що плавають на поверхні води — сальвінія, ряска. Мирні. Утримувати можна групою від 3 особин або поодинці. Непогано уживаються з родинними видами та іншими рибами. Вживають будь-який корм для акваріумних риб, але перевагу віддають живому. До сухого корму звикають не відразу. З технічних засобів знадобиться внутрішній малопотужний фільтр для створення слабкої течії. Температура тримання повинна становити 20-25 °C.